# Vasili Vladímirovich Dolgorúkov
El Príncipe Vasily Vladímirovich Dolgorúkov (en ruso: князь Василий Владимирович Долгоруков; c. enero de 1667 - 11 de febrero de 1746, San Petersburgo) fue un comandante y político ruso, promovido a Mariscal de Campo (генерал-фельдмаршал) en 1728. Su vida y fortuna osciló como una veleta, debido a los complejos complots y tiempos turbulentos que siguieron a la muerte de Pedro el Grande.

## Biografía
Hijo de un boyardo, Vasili Dolgorúkov era, iniciándose a partir de 1685, un stólnik en la corte real. Después se enroló en el regimiento  Preobrazhensky en 1700, iniciándose su verdadera carrera militar.
Sirviendo en el regimiento Preobrazhensky, tomó parte en las Guerras del Norte rusas y se distinguió durante el sitio de Mitava en 1705. En 1706, fue transferido a Ucrania, donde estuvo a las órdenes de Iván Mazepa, donde se distinguió en 1707-1708 durante el aplastamiento de la Rebelión de Bulavin. Durante la batalla de Poltava fue el comandante de la reserva de la fuerza de caballería. En 1715, fue enviado a Polonia como representante de Pedro (quien estaba enfermo en aquel entonces), donde concluyó en 1716 un pacto con Danzig, obligando a la ciudad a ejercer una política anti-sueca. También acompañó a Pedro el Grande durante sus viajes al extranjero en 1717 y 1718.
A pesar de ser uno de los favoritos de Pedro el Grande, Dolgorúkov desaprobó varias de las reformas de Pedro, y finalmente se convirtió en partidario del zarévich Alexéi Petrovich. En 1718, tras el juicio y muerte de Alexéi, Dolgorúkov reprochó a Pedro semejante comportamiento violento hacia su propio hijo. Dolgorúkov fue juzgado, degradado y exiliado en Solikamsk.
Tras la coronación de Catalina I el 7 de mayo de 1724, Dolgorúkov fue devuelto de su exilio y se le dio el rango de coronel y después de brigadier. En 1726, fue designado comandante en jefe de las fuerzas del Cáucaso. En 1728, como última consagración de su carrera militar, fue promovido a mariscal de campo y fue hecho miembro del Consejo Privado Supremo.
Tras la coronación de Ana Ioanovna en 1730, Dolgoroukov fue designado al Senado y fue nombrado presidente del Colegio de Guerra. Sin embargo, según los informes hizo comentarios insultantes en consideración a las persecuciones llevadas a cabo por Ana contra su familia. En 1731, tras un complejo complot, fue acusado de comentarios insultantes de la emperatriz y sentenciado a muerte. Su sentencia fue modificada a cadena perpetua primero en la fortaleza de Schlisselburg, después en Ivangorod en 1737, y finalmente fue exiliado de por vida en el Monasterio de Solovetsky en 1739.
En diciembre de 1741, tras la coronación de Isabel, Dorgorukov fue devuelto de su exilio y enteramente rehabilitado. Isabel lo nombró presidente del Colegio de Guerra, un rango que asumió hasta su muerte. Mientras sirvió en el Colegio de Guerra, Dolgoroukov hizo significantes mejoras sobre la organización y logística del ejército ruso. 